# 呉化文
呉 化文（ご かぶん、1904年 - 1962年4月）は、中華民国・中華人民共和国の軍人・政治家。初めは馮玉祥配下として国民軍にも参加し、後に国民革命軍（国民政府）に属した。日中戦争（抗日戦争）の最中に汪兆銘政権（南京国民政府）に加わる。戦後は蔣介石配下に戻ったが、国共内戦中に中国共産党に転じ、中国人民解放軍で軍長となった。中華人民共和国では政治家もつとめている。字は紹周。

## 事跡

### 国民軍、国民革命軍での活動
1920年（民国9年）、呉化文は馮玉祥の軍に加入し、以後順調に昇進していく。1923年（民国12年）、馮の推薦により北京高級教導団に加入した。1925年（民国14年）、北京陸軍大学正則班第7期で学び、1927年（民国16年）7月に卒業する。西北軍洛陽初級軍校教育長兼特務団団長に任ぜられ、後に韓復榘率いる国民革命軍第20師に属した。韓が馮の下を離れて蔣介石に付くと、呉もこれに従っている。
1930年（民国19年）の中原大戦の後に、韓復榘の軍が第3路軍に拡充されると、呉化文は手槍旅（短銃旅）旅長兼済南警備司令に任ぜられている。日中戦争勃発後の1938年（民国27年）1月に韓が敵前逃亡の罪を問われて蔣介石に処刑されると、手槍旅は第28旅に改編されたが、呉がそのまま旅長に留まった。1939年（民国27年）1月、第28旅は新編第4師に拡充され、呉がそのまま師長をつとめている。翌年8月、山東省政府委員兼山東保安第1師師長に任ぜられている。日本軍との戦いでは、呉は当初から八路軍と良く連携しており、後に国共の不和によりこれと対立せざるを得なくなったものの、結果としてこのときの連携が数年後に呉の運命を左右することとなった。

### 曲線救国から人民解放軍へ
1943年（民国32年）1月18日、呉化文は汪兆銘政権への参加を表明する。なお、この呉の投降は、国民政府農林部長沈鴻烈（かつての呉の上官）の指示によるもので、しかも蔣介石の黙認も得たものであったとされる（いわゆる「曲線救国」）。軍は山東方面軍に改組され、呉がそのまま総司令に留まった。7月、山東方面軍は和平建国軍第3方面軍に改組され、そのまま呉が上将総司令の職をつとめている。1945年（民国34年）1月、軍事委員会委員に任ぜられた。
日中戦争終結後、呉化文は再び蔣介石の配下に戻る。和平建国軍第3方面軍は国民革命軍第5路軍に改組され、呉がやはり総司令をつとめ、さらに津浦鉄路南段警備司令も兼ねた。1946年（民国34年）、山東保安第2縦隊司令に任ぜられる。翌年2月には部隊が整編第84師に改組され、そのまま師長をつとめる。1948年（民国37年）、整編第96軍軍長兼済南西守備区指揮官となった。
同年9月、中国共産党からの働きかけに応じる形で、呉化文は3個旅2万人を率い、済南で中国共産党への帰順を宣言（起義）した。翌月、中国人民解放軍第35軍軍長に任ぜられ、12月には淮海戦役に参加、南京を占領している。中華人民共和国建国後、呉は病気を理由に軍人から引退し、政治家に転じた。1951年、浙江省人民政府委員兼交通庁庁長に任ぜられている。また、中国人民政治協商会議全国委員会委員、浙江省政治協商会議副主席もつとめた。建国前の軍功から、一級解放勲章も授与されている。
1962年4月、病没。享年59。呉の死去にあたり、周恩来、陳毅及び8大軍区から献花がなされている。